# 嚴格非迴文數
嚴格非迴文數（strictly non-palindromic number）是指一整數n在2 ≤ b ≤ n − 2範圍內的b進制记数系统中都不是迴文數。
以6為例，在2進制下為110，3進制下為20，4進制下為12，都不是迴文數，因此6是嚴格非迴文數。
頭幾個嚴格非迴文數為（OEIS數列A016038）：
1, 2, 3, 4, 6, 11, 19, 47, 53, 79, 103, 137, 139, 149, 163, 167, 179, 223, 263, 269, 283, 293, …
在定義中進制b的上限為 n - 2 ，而非更大的 n - 1, n, 甚至更大，有以下的原因：
- 任何 n ≥ 2 在 (n - 1)進制下皆為11，是迴文數；
- 任何 n ≥ 2 在 n進制下皆為10，不是迴文數；
- 任何 n ≥ 1 在 b進制 (b > n )下皆為單位數，是迴文數。

可見對此定義來說，使用更大的數作為b的上限，研究意義不大。

## 性質
所有大於6的嚴格非迴文數都是質數，可以用下式來證明。

### 證明
{\displaystyle n}是大於6的嚴格非迴文數，且不為質數。
1. 假如{\displaystyle n}是偶數，則{\displaystyle n}在{\displaystyle {\tfrac {n}{2}}-1}進制下會是22，是迴文數，矛盾，因此{\displaystyle n}不能是偶數。
2. {\displaystyle n}是奇數，則將{\displaystyle n}分解為{\displaystyle n=p\cdot m}，其中{\displaystyle p}是{\displaystyle n}最小的質因數，可得{\displaystyle p\leq m}。

- 若{\displaystyle p=m=3}，則{\displaystyle n=9}，在二進制下為1001，為迴文數，矛盾，因此{\displaystyle n}不能是9。
- 若{\displaystyle p=m>3}，則{\displaystyle n}在{\displaystyle p-1}進制下會是121，為迴文數，矛盾。

因此{\displaystyle p<m-1}（{\displaystyle p=m-1}不會成立，因為{\displaystyle n}為奇數，其因數也都是奇數）
在此情形下，{\displaystyle n}在{\displaystyle m-1}進制下會表示為{\displaystyle {\rm {pp}}}，為迴文數），矛盾。
因此，若{\displaystyle n}是大於6的嚴格非迴文數，{\displaystyle n}必為質數。

## 外部連結
- T. D. Noe, Table of n, a(n) for n = 1..10001
- K. S. Brown, On General Palindromic Numbers
- P. De Geest, Palindromic numbers beyond base 10（页面存档备份，存于）
- R. K. Guy, Conway's RATS and other reversals（页面存档备份，存于）, Amer. Math. Monthly, 96 (1989), 425-428.